# Lili Darvas
Lili Darvas (ur. 10 kwietnia 1902 w Budapeszcie, zm. 22 lipca 1974 w Nowym Jorku) – węgierska aktorka filmowa, telewizyjna i teatralna. Występowała w produkcjach w kilku językach: węgierskim, niemieckim i angielskim.

## Życiorys
Urodziła się w 1902 roku w Budapeszcie, jako córka Alexandra Darvasa i Berty Darvas (z domu Freiberger), oboje byli pochodzenia żydowskiego. Jako aktorka zadebiutowała w teatrze w 1921 roku, grając tytułową bohaterkę Romea i Julii. W 1926 roku wyszła za dramaturga Ferenca Molnára (małżeństwo trwało aż do śmierci pisarza w 1952 roku; Darvas zagrała w wielu jego sztukach, przy czym wiele z nich zostało napisanych specjalnie dla niej).
Od 1925 roku grała w teatrze Maxa Reinhardta, występując na jego scenach w Berlinie, Wiedniu i Salzburgu. W 1927 występowała wraz z tym teatrem w Nowym Jorku. W 1936 roku zagrała w filmie Marie Bashkirtseff (reż. Henry Koster).
Aktorką niemiecką była przez 13 lat, aż do 1938 roku, kiedy opuściła Austrię z powodu wkroczenia do Austrii Adolfa Hitlera i wyemigrowała do Stanów Zjednoczonych. W dniu Anschlussu, po swoim zakończonym występie w teatrze spakowała się i wyjechała do Szwajcarii, co było możliwe, dzięki jej węgierskiemu paszportowi. Stamtąd udała się do Wielkiej Brytanii, a następnie do USA. Aby móc kontynuować karierę musiała, podobnie jak inne gwiazdy, które w tamtym czasie wyjechały do USA, nauczyć się angielskiego. W latach 40. XX wieku występowała na Broadwayu, w latach 40. i 50. grała w telewizyjnych operach mydlanych.
W 1965 Darvas odwiedziła Budapeszt, aby zagrać matkę tytułowej bohaterki w sztuce Molnára Olympia. Tam poznał ją węgierski reżyser Károly Makk. Makk miał nadzieję współpracować z nią przy filmie. W 1970 roku zaproponował jej rolę w swoim filmie Miłość, opartym na opowiadaniach Tibora Déry’ego. Darvas zagrała w nim 96-letnią, przykutą do łóżka kobietę, której syn trafił do więzienia z powodów politycznych. Był to pierwszy węgierski film Darvas. Razem z nią zagrała w nim gwiazda węgierskiego kina Mari Törőcsik. Film otrzymał specjalne wyróżnienie na Międzynarodowym Festiwalu Filmowym w Cannes.
W 1970 r. wystąpiła na Broadwayu w sztuce Les Blancs, niedługo przed śmiercią wystąpiła też w telewizyjnej adaptacji opery Hansa Wernera Henzego Rachel La Cabana.
Zmarła w 1974 roku w Nowym Jorku.